# Брудзовиці
Брудзовиці (пол. Brudzowice) — село в Польщі, у гміні Севеж Бендзинського повіту Сілезького воєводства.
Населення — 1177 осіб (2011).
У 1975-1998 роках село належало до Катовицького воєводства.

## Демографія
Демографічна структура станом на 31 березня 2011 року:
|          | Загалом | Допрацездатний вік | Працездатний вік | Постпрацездатний вік |
| -------- | ------- | ------------------ | ---------------- | -------------------- |
| Чоловіки | 572     | 97                 | 411              | 64                   |
| Жінки    | 605     | 97                 | 353              | 155                  |
| Разом    | 1177    | 194                | 764              | 219                  |